# Francis Castaing
Francis Castaing (Bordeaux, 22 april 1959) is een voormalig Frans wielrenner wiens specialiteit de sprint was. Hij boekte als amateur 150 overwinningen en hij was ook als baanwielrenner een sterk amateur. In zijn profcarrière haalde hij 37 overwinningen.

## Belangrijkste overwinningen
1979
Ronde van Gironde
1980
2e etappe Ronde van de Toekomst
Bordeaux-Saintes
1981
 Frans kampioen sprint, baan
3e etappe (deel A) Ronde van Corsica
1e etappe (deel A) Route du Sud
4e etappe Ronde van de Middellandse Zee
Parijs-Bourges
1982
 Frans kampioen puntenkoers, baan
GP Ouest France-Plouay
3e etappe Ronde van Indre en Loire
1983
2e etappe Parijs-Nice
1e etappe Ronde van de Oise
2e etappe Ronde van de Toekomst
1e etappe (deel A en B) Route du Sud
1e etappe Ronde van Picardië
1984
4e etappe (deel B) Parijs-Nice
1e etappe Ronde van de Oise
1e etappe Ronde van Picardië
1985
6e etappe Ronde van Frankrijk
3e etappe Ronde van Limousin
1986
Ronde van de Vendée
4e etappe Route du Sud

## Resultaten in voornaamste wedstrijden
| Jaar | Ronde van Italië | Ronde van Frankrijk | Ronde van Spanje |
| ---- | ---------------- | ------------------- | ---------------- |
| 1981 |                  |                     |                  |
| 1982 |                  |                     |                  |
| 1983 |                  |                     |                  |
| 1984 |                  | 105e                |                  |
| 1985 |                  | 132e (1)            | 101e             |
| 1986 |                  | 130e                |                  |
| 1987 |                  |                     | buiten tijd      |
| 1988 |                  |                     |                  |

| Jaar | Milaan-San Remo | Gent-Wevelgem | Parijs-Brussel | Bretagne Classic | Kuurne-Brussel-Kuurne |
| ---- | --------------- | ------------- | -------------- | ---------------- | --------------------- |
| 1981 |                 | 55e           |                | 4e               |                       |
| 1982 |                 |               | 15e            | Goud             |                       |
| 1983 | 19e             |               |                |                  | 9e                    |
| 1984 |                 | 4e            |                |                  |                       |
| 1985 | 6e              | 4e            |                |                  |                       |
| 1986 | 77e             | 12e           |                |                  |                       |
| 1987 |                 |               |                |                  |                       |
| 1988 |                 | 49e           |                |                  |                       |

Wielerploegen van Francis Castaing
Anderson ·
Bernaudeau ·
Bossis ·
Bourreau ·
Brun ·
Cahard ·
Castaing ·
Chalmel ·
Chaumaz ·
Duclos-Lassalle ·
Jones ·
Laurent ·
Legeay ·
Linard ·
Martinez ·
Millar ·
Perret · 
Roche ·
Sanders ·
Simon · 
Van Heerden
Anderson ·
Bernaudeau ·
Bossis ·
Bourreau ·
Brun ·
Cahard ·
Castaing ·
Chalmel ·
Dalibard ·
Duclos-Lassalle ·
Jones ·
Laurent ·
Legeay ·
Linard ·
Martinez ·
Millar ·
Perret · 
Roche ·
Sanders ·
Simon · 
Yates
Anderson ·
Bossis ·
Bourreau ·
Brun ·
Cahard ·
Castaing ·
Dalibard ·
Duclos-Lassalle ·
Garde ·
Linard ·
Martinez ·
Millar ·
Peiper ·
Perret · 
Roche ·
Simon · 
Yates
Bossis ·
Bourreau ·
Brun ·
Cahard ·
Castaing ·
Duclos-Lassalle ·
Forest ·
Garcia ·
Garde ·
Guyot ·
Lauritzen ·
Lecrocq ·
Linard ·
Millar ·
Peiper ·
Perret · 
Simon · 
Yates
Besanko ·
Brun ·
Cahard ·
Castaing ·
Clère ·
Duclos-Lassalle ·
Forest ·
Frebert ·
Garcia ·
Lauritzen ·
Lecrocq ·
Linard ·
Louvel ·
Millar ·
Peiper ·
Pensec · 
Simon · 
Yates
Barteau ·
Castaing ·
Chappuis ·
Claveyrolat ·
Clerc · 
Colotti ·
Gauthier ·
Grewal · 
Huger ·
Kimmage ·
Le Bigaut ·
Mas · 
Mogore · 
Pedersen ·
Peillon ·
Ribeiro ·
Russenberger ·
Simon ·
Vallet ·
Vermote
Alberts · Beneke · Braun · Bruyere · Castaing · Colyn · De Wolf · Dekeukelaere · Demol · D'Hont · Dierickx · Dorgelo · Durant · Easton · Engelbrecht · Galvez · Lameire · Matt · Mullan · Onnockx · Salomon · Scharmin · Tackaert · Van den Branden · Van Den Haute · van der Hulst · Van Hoof · Van Voren · Verplancke · Versluys · Wallays · Wayenberg · Whitesel
Abadie ·
Andersen ·
Brun ·
Casado ·
Castaing ·
Cornillet ·
Duclos-Lassalle ·
Kvålsvoll · 
Le Flohic · 
Leproux · 
Louviot ·
Lurvik ·
Madouas ·
McLoughlin ·
Pensec ·
Peyramaure ·
Roux ·
Simon ·
Timmis ·
Wojtinek